# Ashampoo
Ashampoo GmbH & Co. KG je německá softwarová společnost, která sídlí ve městě Oldenburg.

## Historie
Firma Ashampoo byla založena v roce 1999. Jejími nejznámějšími produkty jsou vypalovací software Ashampoo Burning Studio a ladící program Ashampoo WinOptimizer.
Jejich první uvedený produkt byl AudioCD MP3 Studio 2000. V roce 2011 firma prohlásila, že má 14 milionů aktivních zákazníků.

Portfolio Ashampoo zahrnuje následující produkty:
* Ashampoo WinOptimizer
* Ashampoo PDF Pro
* Ashampoo Burning Studio
* Ashampoo Backup Pro
* Ashampoo Driver Updater
* Ashampoo Office 8
* Ashampoo Snap 12
* Ashampoo UnInstaller
* Ashampoo Zip Pro 3
* Ashampoo ActionCam
* Ashampoo AntiSpy Pro
* Ashampoo Cinemagraph
* Ashampoo Home Design 6
* Ashampoo Music Studio 8
* Ashampoo Photo Commander 16
* Ashampoo Photo Optimizer 8
* Ashampoo Soundstage Pro
* Ashampoo 3D CAD Architecture
* Ashampoo 3D CAD Professional 8